# Osmancık
Osmancık je město a okres (tur: İlçe) na severu Turecka v údolí řeky Kızılırmak v provincii Çorum.
Za osmanské éry se jmenovalo Aflanos. Dnešní název znamená v překladu „malý Osman“ a jedná se přezdívku sultána Osmana I.
Městem prochází Evropská silnice E80, která vede z Portugalska přes Istanbul, Amasya, Erzurum a Ağrı do Íránu.
Místem prochází Severoanatolský zlom, který je příčinou silné náchylnosti k zemětřesením.